# Sala de Conciertos Vatroslav Lisinski

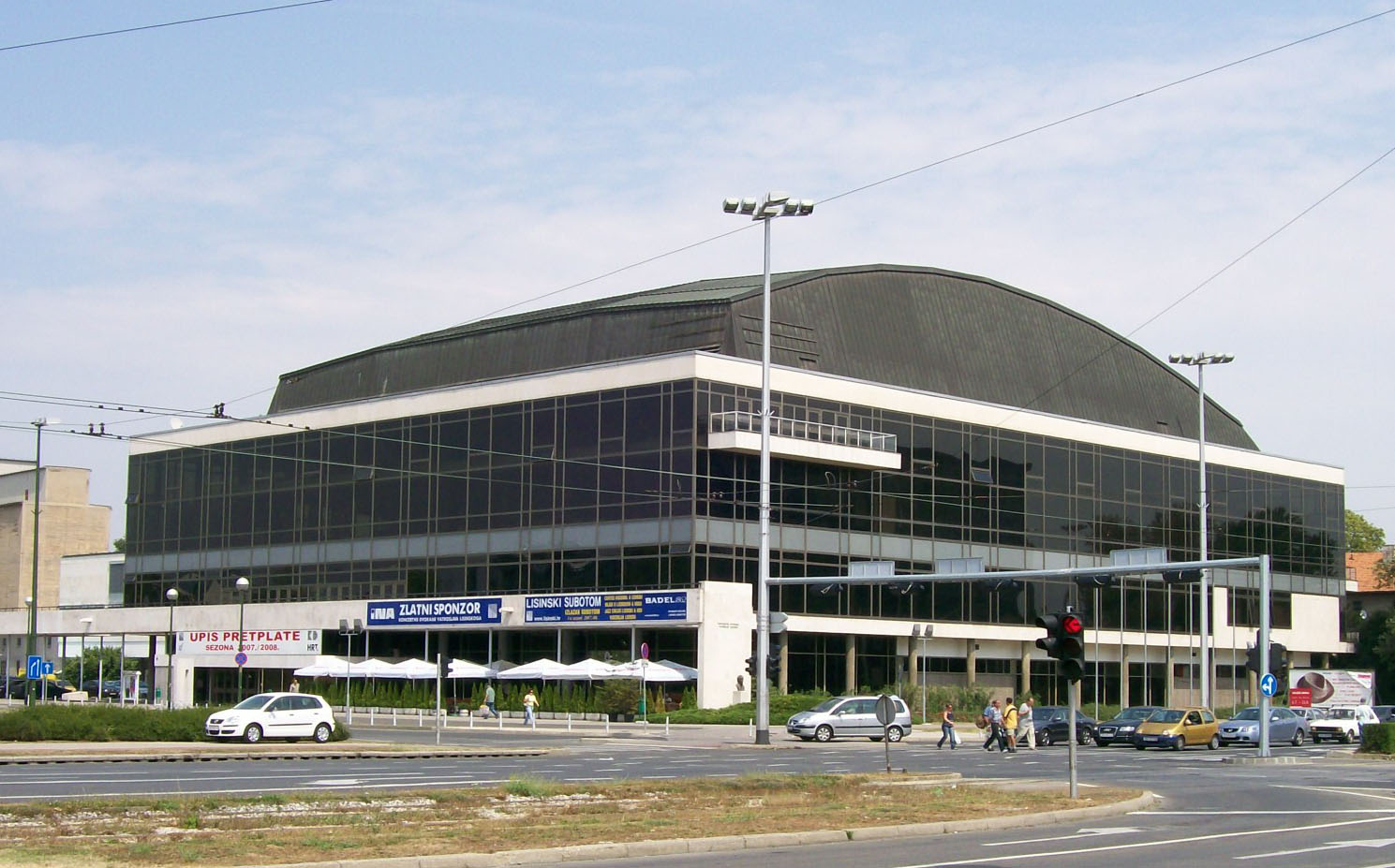
Sala de Conciertos Vatroslav Lisinski.

La Sala de conciertos Vatroslav Lisinski (en croata: Koncertna dvorana Vatroslava Lisinskog) es una gran sala de conciertos y un centro de convenciones que se encuentra en Zagreb, Croacia. Su nombre se debe a Vatroslav Lisinski, un compositor croata del siglo XIX. El edificio cuenta con dos salas: una grande con 1841 localidades y una pequeña con 305 asientos. Un gran vestíbulo hace también las veces de una gran área de exposición.

## Historia
La decisión de construir una nueva sala multifuncional en Zagreb se creó en el año 1957. Un equipo de arquitectos liderado por Marijan Haberle ganó el concurso de diseños. La construcción comenzó en el año 1961, pero inundaciones y problemas financieros empujaron a que la sala se acabara una década más tarde. finalmente se abrió el 29 de diciembre de 1973.
La sala de conciertos ha organizado una serie de conciertos donde trabajaban músicos de todos los géneros. Ha servido como escenario de música clásica, ópera, ballet y teatro, así como numerosos congresos y convenciones internacionales. La sala de conciertos Vatroslav Lisinski tuvo 10 millones de visitantes en los primeros treinta años de funcionamiento. En el año 2007, un total de 450 espectáculos diferentes fueron exhibidos en la sala, acumulando más de 760.000 visitantes en todo el año.

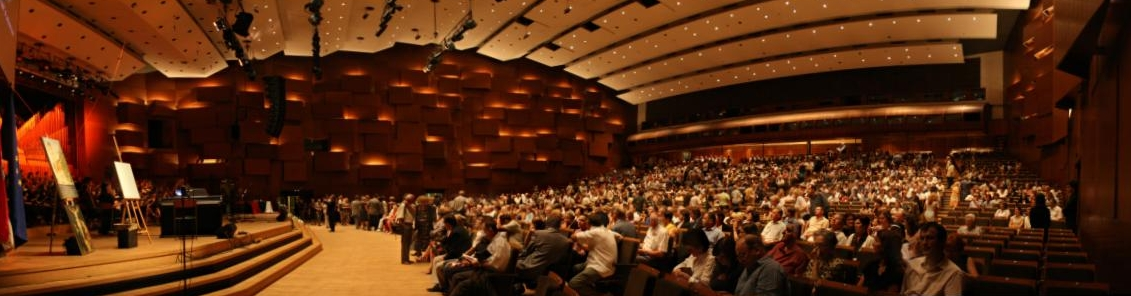
La Gran sala posee una capacidad de 1841 asientos.

Este recinto fue la sede del Festival de la Canción de Eurovisión 1990. En el año 1992, el techo de la sala cubierta de cobre fue reemplazado por completo. La sala tuvo una reconstrucción, y una redecoración en los años 1999 y 2009.